# سام جاجر
سام جاجر (بالإنجليزية: Sam Jaeger )‏ (و. 1977  م) هو مخرج أفلام، وكاتب سيناريو، ومنتج أفلام، وممثل أفلام، وممثل تلفزي من الولايات المتحدة، ومايوت، ولد في بيريسبورغ.

## التعليم
تعلم في جامعة أوتربين ‏.

## وصلات خارجية
- سام جاجر على موقع IMDb (الإنجليزية)
- سام جاجر على موقع قاعدة بيانات الأفلام العربية
- سام جاجر على موقع ألو سيني (الفرنسية)
- سام جاجر على موقع أول موفي (الإنجليزية)
- سام جاجر على موقع قاعدة بيانات الأفلام السويدية (السويدية)
- سام جاجر على موقع إن إن دي بي (الإنجليزية)
- سام جاجر على موقع قاعدة بيانات الفيلم (الإنجليزية)
- سام جاجر على موقع كينوبويسك (الروسية)